# Kurt Himer
Kurt Himer (21 décembre 1888 à Cottbus - 4 avril 1942) est un général de division allemand.

## Biographie
Il débute dans l'armée comme cadet le 21 avril 1908. Il devient lieutenant d'infanterie le 19 août 1909. Il participe à la Première Guerre mondiale comme lieutenant. Il est nommé général le 1er octobre 1939. En septembre 1940, il commande la 216e division d'infanterie (Allemagne).
Au printemps 1941, il devient général allemand des forces de l'armée hongroise. Après la campagne dans les Balkans, il devient diplomate pour rendre la Hongrie pro-allemand.
En septembre 1941, il commande la 46e division d'infanterie (Allemagne). La division participe à la conquête allemande de la Crimée à Sébastopol. La division est prise au piège vers Kertch.
Le 26 mars 1942, il est blessé par un tir de mortier soviétique et il est forcé d'amputer sa jambe. Il meurt une semaine plus tard à l'hôpital à Simferopol.

## Décorations
- Croix de fer (1914)
  - 2e classe
  - 1re classe